# Дольд-Михайлик Юрій Петрович
Дольд-Михайлик Юрій Петрович (нар. 4 (17) березня 1903, с. Бутенки, Полтавська губернія — помер 18 травня 1966, м.Київ) — український радянський письменник, сценарист, член Спілки письменників України. В СРСР відомий своїми частково екранізованими романами, які героїзували розвідників.

## Біографія

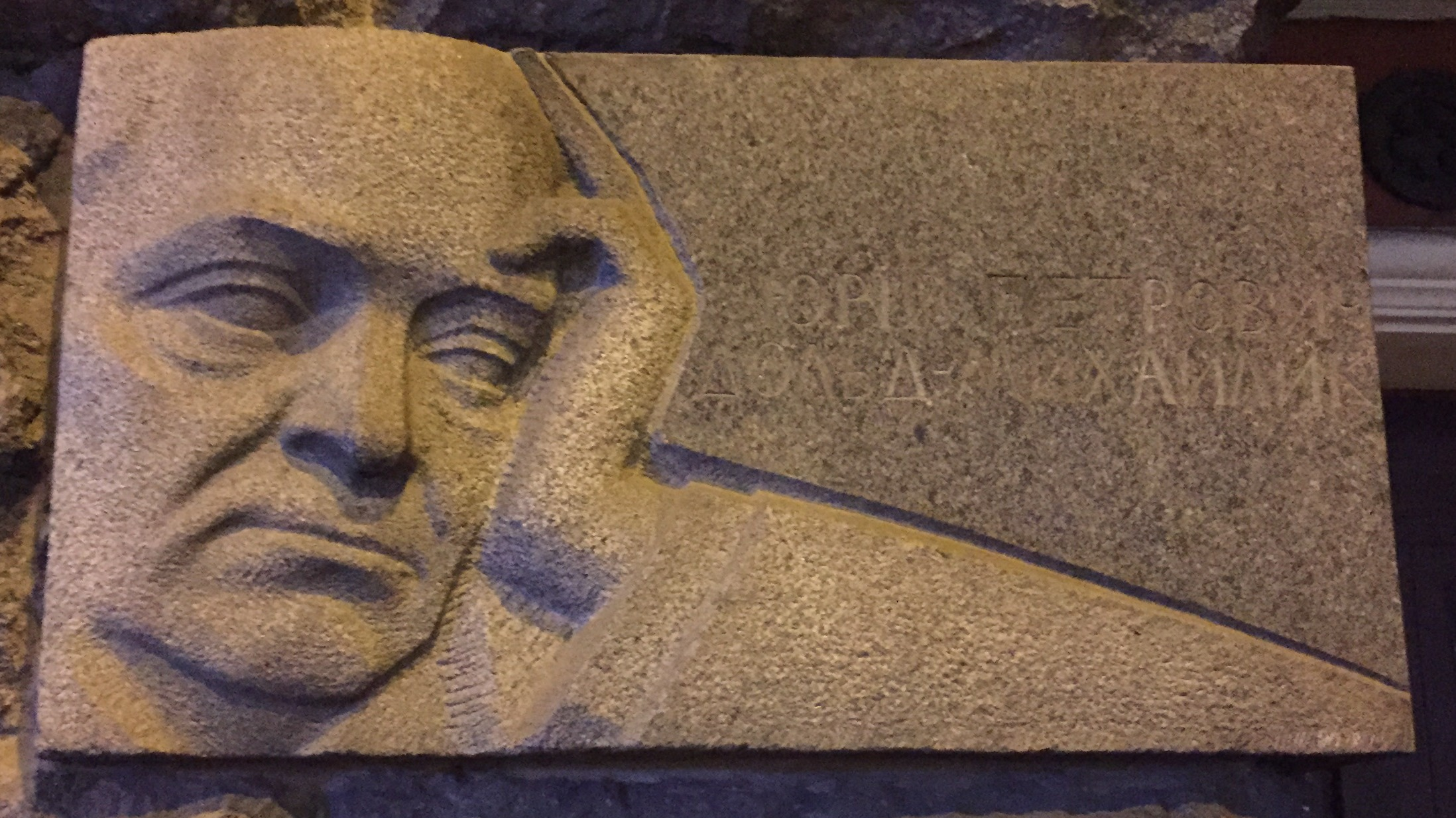
Пам'ятна дошка

Народився 17 березня 1903 р. в с. Бутенки Полтавської губ. в родині залізничного сторожа. У рідному селі закінчив «вищепочаткову» школу, а пізніше (екстерном) — Кобеляцьке комерційне училище. Диплом про вищу освіту отримав 1928 року в Дніпропетровському державному університетi.
Трудову діяльність розпочав у 1919 році. Спочатку працював у ближніх селах лектором-бібліотекарем, пізніше був начальником повітового відділу політосвіти, директором дитячої трудової колонії імені Третього Інтернаціоналу (Лозова, Харківської обл.), а з 1929 року — співробітник газети «Комуніст». Був головним редактором Української студії кінохроніки (1934—1935), керівником «Кінолітопису» (1936—1937), головним редактором Київської студії художніх фільмів (1937—1942). В ці роки Дольд-Михайлик разом з сином письменника Івана Франка, Петром, написав сценарій за мотивами творів «Борислав сміється», «Boa constrictor», «Звернений грішник», «Яця Зелепуа» та інші. За втілення цієї картини взявся режисер В. Кучвальський. Але йому судилося довести зйомки тільки до половини. Бої німецько-радянської війни дійшли до Києва і в місті почалася евакуація. Тоді відзнятий матеріал не увійшов до списку цінностей, що підлягали збереженню. Тому плівки втоплено у Дніпрі. Головну роль у стрічці «Борислав сміється» виконував Семен Свашенко.
У роки німецько-радянської війни — начальник театрального відділу Управління в справах мистецтв Туркменської РСР.
Після війни завідувач літературної частини театру імені Щорса, потім працював із газетою «Радянська Україна». На 1952 рік — директор видавництва «Радянський письменник».
Написав популярну в радянські часи трилогію про розвідника Григорія Гончаренка (він же — Генріх фон Гольдрінг). По першому, найвідомішому роману трилогії «І один у полі воїн» 1960 року на кіностудії ім. Довженка знято фільм «Далеко від Батьківщини» за сценарієм самого Ю. Дольд-Михайлика. Фільм в тому ж році став лідером прокату.
Помер 18 травня 1966 р. в Києві. Похований на Байковому кладовищі.

## Твори
Книжки: збірки нарисів та оповідань, повісті, романи
- «Між двома батьківщинами» (1930)
- «Колгоспні люди» (1931)
- «Жіночі портрети» (1934)
- «Степовики» Роман (1949)
- «Степ прагне» (1951)
- «Каховські оповідання» (1952)
- «Портрет матері» (1954)

Роман-трилогія:
- «І один у полі воїн» Роман (1956) — екранізовано на кіностудії ім. О. Довженка рос. «Вдали от Родины» (1960)
- «У чорних лицарів» Роман (1964)
- «Над Шпрее клубочаться хмари» (1965) (рос.)

## П'єси
- «Щорс» (1938)
- «Котовський» (1937—1938)
- «Великий закон» (1948)
- «Бориславська трагедія» (1954)
- «Богунці» (1960) — оновлений варіант «Щорса»

## Фільмографія

### Автор сценаріїв художніх кінокартин
- «Кривавий світанок» (1956, у співавт.),
- «Далеко від Батьківщини» (1960, у співавторстві на основі роману письменника «І один у полі воїн» (1956),

### Документальних стрічок
- «Фабрика пшениці» (1955),
- «Не будьте байдужими» (1957), дикторського тексту до кінокартин:
- «Вони бачать знову» (1948),
- «Слідами невидимих ворогів» (1955),
- «Пісні над Дніпром»,
- «В степу під Херсоном»,
- «У земляків на цілині» (1957) тощо.

## Вшанування пам'яті
У Києві його ім'ям названо вулицю. На фасаді будинку № 6 по вул. Великій Васильківській, де в 1952—1966 рр. жив письменник, встановлено меморіальну дошку.
Нагороджений орденом «Знак Пошани» (1963).